# Conn mac Énri
Conn mac Énri  (mort le 8 janvier 1493) est  roi de Tir Éogain de 1483 à 1493.

## Contexte
Conn Mór mac Énri est l’aîné des fils survivant et successeur de Énri mac Eóghain après son abdication. Qualifié par les Annales des quatre maîtres de « Généreux donateur de précieux cadeaux et biens » il  est assassiné le 8 janvier 1493 par son propre frère  Énri Óg mac  Énri. Selon la loi de la tanistrie il avait comme successeur légitime son frère puîné Domhnall Clarach Ó Néill qui doit fait face à l'opposition illégale de Énri Óg. Le conflit perdure jusqu'en 1497 lorsque  Énri réussit à circonvenir son frère en lui offrant de grands présents en chevaux et en armures pour qu'il renonce au titre en sa faveur. L'année suivante Énri Og est néanmoins assassiné à son tour le 21 juillet 1498 dans la maison de Art, le fils du tanaiste Aodh mac Éoghain (mort en 1475),  par deux fils de Conn mac Énri nommés Toirdhealbhach (mort en 1501) et Conn Bachach qui vengent ainsi le meurtre de leur père. Domhnall Clarach devient donc le prince indiscuté de Tir Éogain jusqu'à sa mort le 6 aout 1509 lorsque Art mac Aodha un petit-fils de Eóghan mac Néill Óig lui succède.

## Union et Postérité
Conn avait épousé Eléonore (mort en 1497) fille de Thomas 7e comte de Kildare qui lui donne:
- Art Óg Ó Néill mort en 1519  grand père de  Turlough Luineach O'Neill ;
- Conn Baccach
- Turlough (Toirdealbach) tué ne 1501 par Mac Mahon, sans postérité ;
- Seaán Tán de Kinard (mort en 1517) tanaiste  ;
- Aodh Baldh (mort en 1518)
- Brian (mort en 1519)
- Deila ;
- Judith (morte en 1535) épouse Manus O' Donnel ;
- Elisa épouse Zacharie Maguire ;